# Mallok
A mallok (szanszkrit nyelven: Málava) harcias ókori indiai nép. A mai Ravi folyó partján éltek, fővárosuk Multán volt. Sztrabón tesz említést róluk.